# فان‌فان
فان‌فان (فرانسوی: Fanfan‎) یک فیلم کمدی فرانسوی است به کارگردانی الکساندر ژاردن است که در سال ۱۹۹۳ منتشر شد. از بازیگران آن می‌توان به سوفی مارسو و وینسنت پرز اشاره کرد. این فیلم بر اساس رمان پرفروش این کارگردان در سال ۱۹۹۰ ساخته شده است که به بیست و چهار زبان ترجمه شده است.